# Wafelbloedbij
De wafelbloedbij (Sphecodes scabricollis) is een vliesvleugelig insect uit de familie Halictidae. De wetenschappelijke naam van de soort is voor het eerst geldig gepubliceerd in 1835 door Constantin Wesmael.